# Jack A. Patterson
Jack A. Patterson (* 16. März 1890; † 20. November 1971) war ein US-amerikanischer Politiker. Zwischen 1939 und 1941 war er Vizegouverneur des Bundesstaates North Dakota.
Über Jack Patterson gibt es kaum verwertbare Quellen. Gesichert ist nur, dass er zumindest zeitweise in North Dakota lebte und Mitglied der Republikanischen Partei war. In den Jahren 1933 und 1934 saß er als Abgeordneter im Repräsentantenhaus von North Dakota. 1938 wurde er an der Seite von John Moses zum Vizegouverneur von North Dakota gewählt. Dieses Amt bekleidete er zwischen 1939 und 1941. Dabei war er Stellvertreter des Gouverneurs und Vorsitzender des Staatssenats. Danach verliert sich seine Spur wieder. Es wird nur noch erwähnt, dass er im Jahr 1971 starb.